# Синси
Синси (кор. 신시?, 神市?) или Пэдальгук (кор. 배달국?, 倍達國?) — мифическое корейское государство, по легенде бывшее предком Древнего Чосона и потомком государства Хвангук. О Синси известно из среднековых и современных корейских источников, таких как «Хвандан коги», «Кювон сахва», «Самгук юса» и других (в некоторых источников Синси персонифицируется или даже представляет собой некий обряд). Согласно «Хвандан коги» Синси просуществовал в период с 3898 до н. э. по 2333 до н. э.

## Описание в различных источниках
- «Самгук юса»[1]

Хванун под свящённым деревом обучил три тысячи своих соратников ремёслам, медицине и сельскому хозяйству, а затем основал на этом месте божий град Синси.
- «Кювон сахва»

В «Кювон сахва» говорится о Синси, как о богочеловеке, отождествляемом с Хвануном. Синси был владыкой нации, предшествовавшей Кочосону. Нация эта существовала в течение 11 тысячелетий. Синси придумал обряды и дал людям культуру.
- «Синдан минса»

Синси — эпоха перед Пэдальгук, длившаяся в течение 120 лет. В этом источнике Пэдальгук отождествляется с Кочосоном, основателем которого был Тангун.
- «Пудоджи»

После основания Кочосона шесть племён открыли Синси, представлявшее собой обряд поклонения духам небес. Обряд исполнялся каждые десять лет.
- «Хвандан коги»

Синси (с 3898 до н. э. по 2333 до н. э.) был основан Хвануном и был предшественником Кочосона.

## Правители Синси
В «Хвандан Коги» приводится список правителей Синси
1. Кобальхван (거발환, 居發桓)
2. Кобулли (거불리, 居佛理)
3. Уяго (우야고, 右耶古)
4. Мосара (모사라, 慕士羅)
5. Тхэуый (태우의, 太虞儀)
6. Таыйбаль (다의발, 多儀發)
7. Корён (거 련, 居連)
8. Анбурён (안부련, 安夫連)
9. Янун (양 운, 養雲)
10. Кальго (갈 고, 葛古)
11. Коябаль (거야발, 居耶發)
12. Чумусин (주무신, 州武愼)
13. Савара (사와라, 斯瓦羅)
14. Чаоджи (Чхиу) (자오지 (치우천황), 慈烏支)
15. Чхиэктхык (치액특, 蚩額特)
16. Чхуктари (축다리, 祝多利)
17. Хёктасе (혁다세, 赫多世)
18. Кобульдан (거불단, 居弗檀)

## Печать небесного амулета Синси

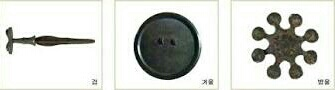
Печать небесного амулета

кор. Печать небесного амулета?, 천부인, 天符印? — бронзовое зеркало Много-струнных зеркал (다뉴조문경, 多鈕粗文鏡), бронзовое Колокол Восьмиглавый колокол (팔두령, 八頭鈴) и меч Ло́ква-бронзовый меч (비파형동검, 琵琶形銅劍).